# Elementi del periodo 5
Un elemento del periodo 5 è uno degli elementi chimici nella quinta riga (o periodo) della tavola periodica degli elementi.
Questi sono:
| Gruppo   | 1     | 2     | 3    | 4     | 5     | 6     | 7     | 8     | 9     | 10    | 11    | 12    | 13    | 14    | 15    | 16    | 17   | 18    |
| № Nome   | 37 Rb | 38 Sr | 39 Y | 40 Zr | 41 Nb | 42 Mo | 43 Tc | 44 Ru | 45 Rh | 46 Pd | 47 Ag | 48 Cd | 49 In | 50 Sn | 51 Sb | 52 Te | 53 I | 54 Xe |
| e−-conf. |       |       |      |       |       |       |       |       |       |       |       |       |       |       |       |       |      |       |

| Metalli alcalini            | Metalli alcalino terrosi | Lantanoidi  | Attinoidi | Metalli di transizione |
| Metalli di post-transizione | Metalloidi               | Non metalli | Alogeni   | Gas nobili             |

Elementi del periodo 1 –
Elementi del periodo 2 –
Elementi del periodo 3 –
Elementi del periodo 4 –
Elementi del periodo 5 –
Elementi del periodo 6 –
Elementi del periodo 7 –
Elementi del periodo 8